# Château de Santo Estêvão
Le château de Santo Estêvão  est une fortification militaire située dans la freguesia de Santo Estêvão (pt), sur le territoire de la municipalité de Chaves (district de Vila Real, Portugal),.
Il est situé dans une position dominante au-dessus de la ville, à une courte distance du cours de la rivière Tâmega et de la frontière avec la Galice. Il est classé Monument national depuis 1939.

## Historique
L'occupation humaine primitive de son site remonte à la Préhistoire, selon des preuves archéologiques identifiées dans la région.

### Le château médiéval
À l'époque de la Reconquête chrétienne de la péninsule ibérique, les domaines de Chaves (Aquae Flaviae) et de Santo Estevão faisaient partie de la dot de Thérèse de Léon et de Castille lorsqu'elle épousa le comte Henri de Bourgogne (1093), devenant ainsi une partie du comté de Portucalense.
En 1129, les domaines de Chaves et Santo Estevão furent repris par les forces musulmanes, puis récupérés par Rui et Garcia Lopes (1160), deux frères chevaliers qui offrirent leurs services à Alphonse Ier de Portugal (1112-1185). La construction du château de Santo Estevão aurait débuté à cette époque, pour s'achever sous le règne de son fils et successeur, Sanche Ier de Portugal (1185-1211). Le mariage de l'infante Thérèse, fille de Sanche Ier, avec Alphonse IX de León fut célébré ici, et les autres filles de D. Sanche Ier vécurent dans ce château : Infante Mafalda et Sancha et leur fils, l'infant Alphonse II, qui succéda à son père sur le trône.

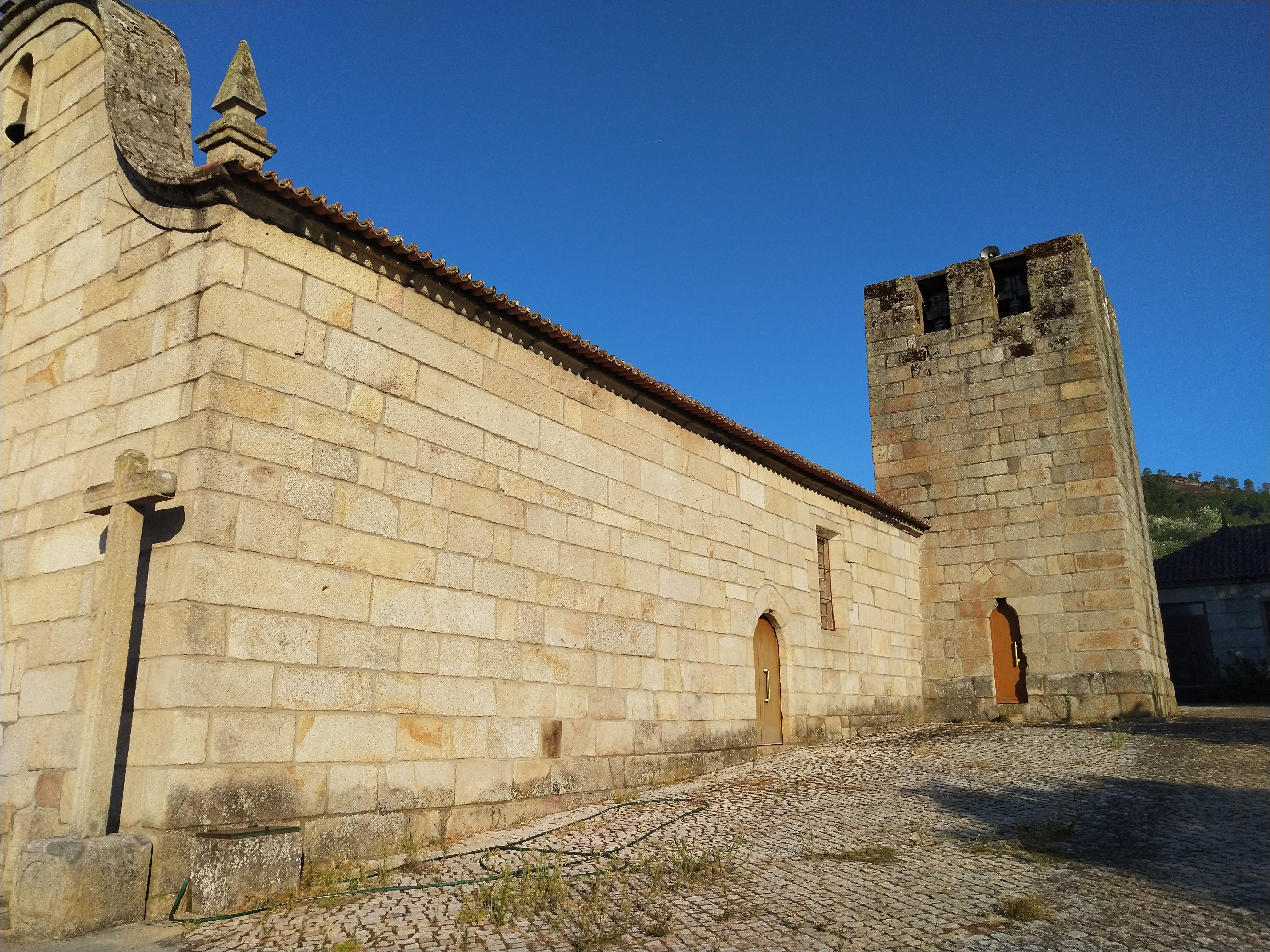

Sous le règne du roi Alphonse III (1248-1279), le second mariage du souverain avec Béatrice de Castille, fille illégitime d'Alphonse X de Castille (1253), fut célébré dans ce château. Les maisons de la ville furent transformées en citadelle pour accueillir les jeunes mariés, qui commencèrent à y résider. Le souverain accorda un bail emphytéotique à la ville (15 mai 1258), créant la municipalité de Santo Estevão de Chaves, date à laquelle commença la reconstruction du château.
Son fils et successeur, Denis Ier (1279-1325), vint au château attendre sa fiancée, Elisabeth de Portugal, fille de Pierre III d'Aragon. À cette époque, cette forteresse appartenait à son frère Martim Afonso Chichorro (pt).
Plus tard, lors de la crise portugaise de 1383-1385, les forces de Jean Ier (1385-1433) campèrent dans le village de Santo Estêvão, se préparant à l'assaut de Chaves, dont le maire, Martim Gonçalves de Ataíde (pt), avait juré allégeance à la Castille.

### De la guerre de Restauration à nos jours
Pendant la guerre de Restauration de 1666, le château fut pris par les troupes du général Baltazar Rojas Pantoja, vice-roi et gouverneur des Armes de Galice, qui massacra sa petite garnison, pilla et incendia la ville. Ses forces se dirigèrent ensuite vers le château de Monforte de Rio Livre, mais furent défaites par les troupes de cavalerie portugaises commandées par le général Francisco de Távora, avec l'aide des forces commandées par le comte d'Alvor.
Après ces événements, les dépendances du château médiéval furent abandonnées et transformées plus tard en résidence paroissiale. Il servit également d'hôtel particulier, de centre médical et de lieu de répétition pour le ranch local. Jusqu'à ce que l'état de dégradation contraigne la fermeture du château, le laissant clos et menacé d'effondrement.